# 184-й навчальний зенітний ракетний центр
184-й навчальний зенітно-ракетний центр (184 НЗРЦ, в/ч 68991) — розформований навчальний центр протиповітряної оборони Сухопутніх Військ СРСР, а з 1992 року РФ. Розформований в 1998 році. Спеціалізувався на підготовці спеціалістів на комплекс «Куб», а згодом «Бук».

## Історія
23 січня 1967 року був прийнятий на озброєння військ ППО Сухопутніх військ один з перших радянських високомобільних зенітних ракетних комплексів «Куб». Комплекс потрібно було освоювати та експлуатувати, а для цього потрібні були підготовлені кадри.
Тож в 1967 році для підготовки та перенавчення персоналу було вирішено сформувати навчальний центр військ ППО в м. Кунгур. В містечку, де планувалось розгорнути центр, на той момент дислокувались медичні склади та склади засобів зв'язку Уральського ВО. Начальником центру призначено полковника Поспєлова Івана Матвійовича. Центр формувався на базі дислокованого в Донгузі 507-го окремого зенітного ракетного дивізіону.
Першим полком, що пройшов перенавчання в Кунгурі, став 1045 гв. зенап 120 мсд БВО.
В 1970 році перенавчився 102 зенап 128 мсд ПрикВО.
В першій половині 1971 року в центрі проходили перепідготовку два полки: 1174 гв. зрп 122 гв. мсд ЗабВО (ст. Даурія, командир підполковник Суворов) та 1171 зрп 277 мсд ДВО (с. Сергіївка, командир підполковник Рубан).

## Підготовлені полки
- 1. 1045 гв. зенап
- 2. 538 зрп

## Керівництво
- (з 1967 — по 1971) полковник Поспєлов Іван Матвійович
- (з 11.1977 — по 1983) полковник/генерал-майор Старун Володимир Афанасійович
- (1983 — 1993) полковник Петров В.
- (1993 — 1997)полковник Чукін